# 蘭寿とむ
蘭寿 とむ（らんじゅ とむ、1975年8月12日 - ）は、日本の女優。元宝塚歌劇団花組トップスター。
兵庫県西宮市、武庫川学院出身。身長169cm。血液型O型。愛称は「とむ」。
所属事務所はジーアールプロモーション。

## 来歴
1994年、過去最高倍率となる48.25倍の難関を突破して、宝塚音楽学校に入学。
1996年、音楽学校卒業後、宝塚歌劇団に82期生として首席入団。月組公演「CAN-CAN／マンハッタン不夜城」で初舞台。その後、花組に配属。
入団後も3度あった試験をすべてトップの成績で通過した優等生で、2001年、愛華みれ退団公演となる「ミケランジェロ」で新人公演初主演。その後も3作連続で新人公演主演を務める。
2002年の「月の燈影」（バウホール・日本青年館公演）で、彩吹真央とバウホール・東上公演ダブル主演。
2006年の「スカウト」でバウホール公演単独初主演。同年4月25日付で宙組へと組替え。
宙組組替え後は、新トップ大和悠河を支える2番手となり、2009年の「逆転裁判」（バウホール・日本青年館公演）で東上公演主演。同年に続編も上演され、自身の代表作の一つとなる。
2011年4月25日付で再び古巣の花組へ組替えとなり、真飛聖退団後の花組トップスターに就任。相手役に前任より引き続き蘭乃はなを迎え、同年の「ファントム」で新トップコンビ大劇場お披露目。
ダンサーである蘭乃とは公演ごとに迫力あるダンスシーンを生み出すなど活躍したが、2014年5月11日、「ラスト・タイクーン／TAKARAZUKA ∞ 夢眩」東京公演千秋楽をもって、宝塚歌劇団を退団。宝塚歌劇100周年の記念すべき年での卒業となった。
退団後はジーアールプロモーション所属となり、芸能活動を再開。
2016年に松岡修造のいとこにあたる一般男性と結婚。
2022年には46歳で第一子を出産したことを報告した。

## 宝塚歌劇団時代の主な舞台

### 初舞台
- 1996年3 - 5月、月組『CAN-CAN』『マンハッタン不夜城』（宝塚大劇場のみ）

### 花組時代
- 1996年6 - 8月、『ハウ・トゥー・サクシード』（宝塚大劇場） - 新人公演：コーヒーボーイ（本役：千波ゆう）
- 1996年11月、『ハウ・トゥー・サクシード』（東京宝塚劇場） - 新人公演：タッカベリー（本役：伊織直加）
- 1996年12 - 1997年1月、『香港夜想曲』（バウホール）
- 1997年2 - 3月、『失われた楽園』 - 新人公演：マイク・テイラー（本役：伊織直加）『サザンクロス・レビュー』（宝塚大劇場）
- 1997年4 - 5月、『君に恋して ラビリンス!』（バウホール）
- 1997年6月、『失われた楽園』 - 新人公演：マイク・テイラー（本役：伊織直加）『サザンクロス・レビュー』（東京宝塚劇場）
- 1997年8 - 9月、『ザッツ・レビュー』（宝塚大劇場） - 新人公演：福岡／歌手（パリゼット）（本役：麻園みき）
- 1997年10 - 11月、『白い朝』（バウホール） - りゅう
- 1997年12月、『ザッツ・レビュー』（東京宝塚劇場） - 新人公演：福岡／歌手（パリゼット）（本役：麻園みき）
- 1998年2月、『ザッツ・レビュー』（中日劇場） - 静岡
- 1998年2 - 3月、『白い朝』（日本青年館） - りゅう
- 1998年5 - 10月、『SPEAKEASY』 - フレデリック、新人公演：チャールズ・ランディ（本役：伊織直加）『スナイパー』
- 1998年10 - 11月、『Endless Love』（バウホール） - アリフ
- 1999年1 - 5月、『夜明けの序曲』 - 新人公演：櫛引弓人（本役：伊織直加）
- 1999年6月、『Endless Love』（愛知厚生年金会館・日本青年館） - アリフ
- 1999年8 - 12月、『タンゴ・アルゼンチーノ』 - アラン、新人公演：ジャン（本役：伊織直加）『ザ・レビュー'99』
- 2000年2月、『タンゴ・アルゼンチーノ』 - オットー『ザ・レビューIV』（中日劇場）
- 2000年4 - 5月、『源氏物語 あさきゆめみし』 - 惟光、新人公演：刻の霊（本役：春野寿美礼）『ザ・ビューティーズ!』（宝塚大劇場）[注釈 1]
- 2000年6 - 7月、ベルリン公演『宝塚 雪・月・花』『サンライズ・タカラヅカ』（フリードリッヒシュタット・パラスト劇場）[15][7]
- 2000年7 - 8月、『源氏物語 あさきゆめみし』 - 惟光、新人公演：刻の霊（本役：春野寿美礼）『ザ・ビューティーズ!』（1000days劇場）[注釈 2]
- 2000年11 - 2001年3月、『ルートヴィヒII世』 - 新人公演：ベルンハルト･フォン･グッデン博士（本役：匠ひびき）『Asian Sunrise』
- 2001年4 - 5月、『マノン』（バウホール・日本青年館） - レスコー
- 2001年7 - 11月、『ミケランジェロ』 - ニッコロ、新人公演：ミケランジェロ・ブォナローティ（本役：愛華みれ）『VIVA!』 新人公演初主演[6][7]
- 2001年12 - 2002年1月、『カナリア』（ドラマシティ・ル テアトル銀座） - ディジョン
- 2002年3 - 4月、『琥珀色の雨にぬれて』 - ローラン、新人公演：クロード・ドゥ・ベルナール公爵（本役：匠ひびき）『Cocktail』（宝塚大劇場） 新人公演主演[6][7]
- 2002年4月、専科・花組『風と共に去りぬ』（日生劇場） - ルネ
- 2002年5 - 6月、『琥珀色の雨にぬれて』 - ローラン／代役：ピエール（本役：彩吹真央）、新人公演：クロード・ドゥ・ベルナール公爵（本役：春野寿美礼）『Cocktail』（東京宝塚劇場）
- 2002年8月、『月の燈影（ほかげ）』（バウホール・日本青年館） - 次郎吉 バウ・東上W主演[9][7][10]
- 2002年10 - 2003年2月、『エリザベート』 - エルマー・バチャニー、新人公演：トート（本役：春野寿美礼） 新人公演主演[6][7]
- 2003年3月、『恋天狗』（バウホール） - 弥太 バウWS主演[16][10]
- 2003年5 - 9月、『野風の笛』 - 不知火『レヴュー誕生』
- 2003年10 - 11月、『琥珀色の雨にぬれて』 - ルイ・バランタン『Cocktail』（全国ツアー）[7]
- 2004年1 - 5月、『天使の季節』 - ジョルジュ『アプローズ・タカラヅカ!』
- 2004年5 - 6月、『ジャワの踊り子』（全国ツアー） - ハジ・タムロン
- 2004年8 - 11月、『La Esperanza（ラ・エスペランサ）』 - トム『TAKARAZUKA舞夢!』
- 2005年1 - 2月、『くらわんか』（バウホール） - 八五郎 バウ主演[11][10]
- 2005年3 - 7月、『マラケシュ・紅の墓標』 - ギュンター『エンター・ザ・レビュー』
- 2005年9月、『Ernest in Love（アーネスト・イン・ラブ）』（日生劇場） - アルジャノン・モンクリーフ
- 2005年11 - 2006年2月、『落陽のパレルモ』 - ニコラ・ジロッティ『ASIAN WINDS!』[10]
- 2006年3 - 4月、『スカウト』（バウホール） - ショーン・フィンリー バウ主演[11][10]

### 宙組時代
- 2006年8月、『コパカバーナ』（博多座） - サム・シルヴァー[10]
- 2006年11 - 2007年2月、『維新回天・竜馬伝!』 - 徳川慶喜『ザ・クラシック』
- 2007年4月、『NEVER SLEEP』（バウホール・日本青年館） - サミュエル・ハート 東上主演[17]
- 2007年6 - 9月、『バレンシアの熱い花』 - ラモン・カルドス[注釈 3]／ロドリーゴ・グラナドス[注釈 3]『宙 FANTASISTA!』
- 2007年10 - 11月、『バレンシアの熱い花』 - ラモン・カルドス『宙 FANTASISTA!!』（全国ツアー）
- 2008年2 - 5月、『黎明（れいめい）の風』 - 辰美英次『Passion 愛の旅』
- 2008年7月、『雨に唄えば』（梅田芸術劇場） - コズモ・ブラウン
- 2008年9 - 12月、『Paradise Prince（パラダイス プリンス）』 - アンソニー・ブラック『ダンシング・フォー・ユー』
- 2009年2 - 3月、『逆転裁判 -蘇る真実-』（バウホール・日本青年館） - フェニックス・ライト（ニック） 東上主演[12]
- 2009年4 - 7月、『薔薇に降る雨』 - ヴィクトール・オーランジュ『Amour それは…』
- 2009年8 - 9月、『逆転裁判2 -蘇る真実、再び…-』（バウホール・赤坂ACTシアター） - フェニックス・ライト（ニック） 東上主演[12]
- 2009年11 - 2010年2月、『カサブランカ』 - ヴィクター・ラズロ[8]
- 2010年3 - 4月、『シャングリラ-水之城-』（ドラマシティ・日本青年館） - 嵐
- 2010年5 - 8月、『TRAFALGAR（トラファルガー）』 - ナポレオン・ボナパルト『ファンキー・サンシャイン』
- 2010年9月、蘭寿とむコンサート『“R”ising!!』（バウホール・昭和女子大学人見記念講堂） 主演[18]
- 2010年11 - 2011年1月、『誰がために鐘は鳴る』 - アグスティン[8]

### 花組トップスター時代
- 2011年6 - 9月、『ファントム』 - ファントム 大劇場トップお披露目公演[8][14]
- 2011年10 - 11月、『小さな花がひらいた』 - 茂次『ル・ポァゾン 愛の媚薬II』（全国ツアー）
- 2012年1 - 3月、『復活-恋が終わり、愛が残った-』 - ドミトリー・イワノビッチ・ネフリュードフ『カノン』
- 2012年4 - 5月、『長い春の果てに』 - ステファン『カノン』（全国ツアー）
- 2012年7 - 10月、『サン＝テグジュペリ』 - アントワーヌ・ド・サン＝テグジュペリ（サン＝テックス）／星の王子さま『CONGA!!』
- 2012年11 - 12月、蘭寿とむコンサート『Streak of Light-一筋の光…-』（日本青年館・ドラマシティ）
- 2013年1月、月組『ベルサイユのばら-オスカルとアンドレ編-』（宝塚大劇場） - アンドレ・グランディエ[注釈 4]
- 2013年2 - 5月、『オーシャンズ11』 - ダニー・オーシャン[4]
- 2013年6 - 7月、『戦国BASARA』（東急シアターオーブ） - 真田幸村
- 2013年8 - 11月、『愛と革命の詩（うた）-アンドレア・シェニエ-』 - アンドレア・シェニエ『Mr. Swing!』[4]
- 2014年2 - 5月、『ラスト・タイクーン -ハリウッドの帝王、不滅の愛-』 - モンロー・スター『TAKARAZUKA ∞ 夢眩』 退団公演[4]
- 2014年3月、月組『宝塚をどり』『TAKARAZUKA 花詩集100!!』（宝塚大劇場） Wエトワール[注釈 5]

### 出演イベント
- 1997年7月、第三回『アキコ・カンダレッスン発表会』
- 1997年12月、『アデュー東京宝塚劇場』
- 1998年7月、真矢みきスーパーリサイタル『MIKI in BUDOKAN』[7]
- 1999年3月、愛華みれディナーショー『LA GARE』
- 1999年5月、'99TCAスペシャル『ハロー!ワンダフル・タイム』
- 1999年10月、第40回公演記念『宝塚舞踊会』
- 1999年10月、『茂山忠三郎レッスン発表会』
- 2000年9月、TCAスペシャル2000『KING OF REVUE』
- 2000年9月、伊織直加ディナーショー『LOVE BEAT』
- 2000年10月、第41回『宝塚舞踊会』
- 2001年1月、瀬奈じゅんディナーショー『VIRTUAL GUY!』
- 2001年6月、TCAスペシャル2001『タカラヅカ夢世紀』
- 2001年8 - 9月、愛華みれディナーショー『Felicita Arcobaleno』
- 2002年1月、『大滝愛子バレエ・レッスン発表会』
- 2002年12月、『吉崎憲治オリジナルコンサート』
- 2003年6月、TCAスペシャル2003『ディア・グランド・シアター』
- 2003年7月、『宝塚巴里祭2003』
- 2004年7月、TCAスペシャル2004『タカラヅカ90』
- 2004年11月、『ベルサイユのばら30』
- 2005年4月、TCAスペシャル2005『Beautiful Melody Beautiful Romance』
- 2005年7月、『R・Hatter』[注釈 6]
- 2005年10月、第46回『宝塚舞踊会』
- 2005年12月、『花の道 夢の道 永遠の道』
- 2006年4月、蘭寿とむディナーショー『Sensation!』 主演[19]
- 2006年9月、TCAスペシャル2006『ワンダフル・ドリーマーズ』
- 2007年9月、TCAスペシャル2007『アロー!レビュー!』
- 2007年9月、『TAKARAZUKA SKY STAGE5th Anniversary Special』
- 2007年10月、第48回『宝塚舞踊会』
- 2008年10月、第49回『宝塚舞踊会』
- 2009年11月、第50回記念『宝塚舞踊会』
- 2009年12月、タカラヅカスペシャル2009『WAY TO GLORY』
- 2010年12月、タカラヅカスペシャル2010『FOREVER TAKARAZUKA』
- 2011年3月、蘭寿とむディナーショー『MUGEN!』 主演[20]
- 2011年11月、第51回『宝塚舞踊会』
- 2011年12月、タカラヅカスペシャル2011『明日に架ける夢』
- 2012年12月、タカラヅカスペシャル2012『ザ・スターズ!〜プレ・プレ・センテニアル〜』
- 2013年12月、蘭寿とむディナーショー『T-ROAD』 主演[21]
- 2014年4月、宝塚歌劇100周年 夢の祭典『時を奏でるスミレの花たち』

## 宝塚歌劇団退団後の主な活動

### 舞台
- 2014年9月「ifi」（青山劇場・ドラマシティ）
- 2015年2月「SHOW-ism VIII ∞ユイット」（シアタークリエ）
- 2015年5月「TAKE FIVE」（赤坂ACTシアター・梅田芸術劇場） - ブルー・バタフライ
- 2016年1月 地球ゴージャスプロデュース公演Vol.14『THE LOVE BUGS』（赤坂ACTシアター）
- 2016年6月「シスター・アクト〜天使にラブ・ソングを〜」（帝国劇場） - デロリス・ヴァン・カルティエ[注釈 7]
- 2024年12月「RUNWAY」（梅田芸術劇場・KAAT神奈川芸術劇場）[22]
- 2025年3 - 4月「CRIMINAL FOUR -愛しき大悪党-」（IMM THEATER・COOL JAPAN PARK OSAKA TTホール・キャナルシティ劇場） - シルヴィー・ゴールドスミス[23]

### ドラマ
- 金曜プレミアム アンダーウェア（2015年11月13日 - 12月4日、全4話フジテレビ） - 永井千春
- 私 結婚できないんじゃなくて、しないんです（2016年4月15日 - 6月17日、TBS） - 山本望海[24][25]
- ブラックペアン シーズン2 第2話・第9話・最終話（2024年7月14日・9月8日・9月15日、TBS） - 繁野麻美[26][27]

### webドラマ
- アンダーウェア（2015年秋、Netflix） - 永井千香[28]

## 受賞歴
- 2003年、『宝塚歌劇団年度賞』 - 2002年度新人賞[29]
- 2006年、『宝塚歌劇団年度賞』 - 2005年度努力賞[29]
- 2009年、『宝塚歌劇団年度賞』 - 2008年度努力賞[29]
- 2011年、『阪急すみれ会パンジー賞』 - 男役賞[30]
- 2012年、『宝塚歌劇団年度賞』 - 2011年度優秀賞[29]